# Temps immémorial
La notion de temps immémorial est une expression, souvent utilisée au pluriel en français (temps immémoriaux) désignant la période s'étendant au-delà de la limite que la mémoire conserve et que seule la tradition peut atteindre.

## Usage au Royaume-Uni
L'expression a été définie plus spécifiquement pour certains domaines :
- en droit anglais et ses dérivés, l'expression time immemorial signifie time out of mind (littéralement « temps au-delà de la mémoire »)[2], « un temps avant l'histoire légale et au-delà de la mémoire légale »[3]. En 1275, lors du premier Statut de Westminster, ce temps était limité au règne de Richard Ier dit Cœur de Lion[4]. La date retenue est : soit le 6 juillet 1189, jour de son accession au trône[5] ; soit le 3 septembre 1189, jour de son couronnement[6],[7],[8],[9],[10],[N 1],[N 2]. Au plus tard dès le début[N 3] du XIVe siècle, les juges utilisent la date de prescription fixée par le statut de Westminster afin de fixer la date limite du délai de prescription pour l'acquisition de servitudes et d'autres héritages incorporels[18]. Par la suite, la preuve de la possession et de l'usage continu de tous les droits a rendu non nécessaire l'établissement de titres originaux dans certaines circonstances. En 1832, time immemorial fut redéfini comme le « time whereof the Memory of Man runneth not to the contrary »[19]. L'idée de dater la mémoire légale à partir d'une date fixe fut abandonnée et, à la place, il a été considéré qu'un droit qui a été exercé sans discontinuité pendant 20 ans (ou, lorsque la Couronne britannique est impliquée, 30 ans) ne pouvait être défait simplement parce qu'il n'a pas exercé auparavant (détenu par adverse possession).
- la Haute Cour de Chevalerie a défini son time immemorial à 1066 en matière héraldique[20],[21],[22].